# アーネスト・ベセル
アーネスト・トーマス・ベセル（Ernest Thomas Bethell、1872年11月3日 - 1909年5月1日）は、イギリスのジャーナリスト。大韓帝国において『大韓毎日申報』（대한매일신보、The Korea Daily News）を創刊し、大日本帝国の朝鮮進出を批判する報道を行った。ペ・ソル（Bae Seol、배설、裵說）の朝鮮名を持つ。

## 略歴
1872年11月3日、ブリストルに生まれる。16歳で来日し、32歳になる1904年まで、ベセルは神戸で貿易業に関わっていた。1904年に日露戦争が勃発すると、その取材のために『デイリー・クロニクル (Daily Chronicle)』の特派員として大韓帝国に渡った。戦争後も、そのまま同地にとどまり日本の帝国主義的な振る舞いを報道した。ベセルは日本軍兵士による朝鮮人に虐待や、朝鮮人が不公平に取り扱われていることに気づいた。
まもなくベセルはデイリー・クロニクルを退社し、朝鮮の独立運動家である梁起鐸（ヤン・ギタク）と共に、朝鮮における初期の新聞の一つである The Korea Daily News を創立し、1904年7月18日から発行を開始した。当初は英語版だけであったが、翌年からは『大韓毎日申報』として英語、ハングル、漢字・ハングル混成文で発行されるようになった。記事は日本の大韓帝国統治に対して極めて批判的であった。朴殷植（パク・ウンシク）や申采浩（シン・チェホ）といった抗日活動家が記事や論評を書いた。

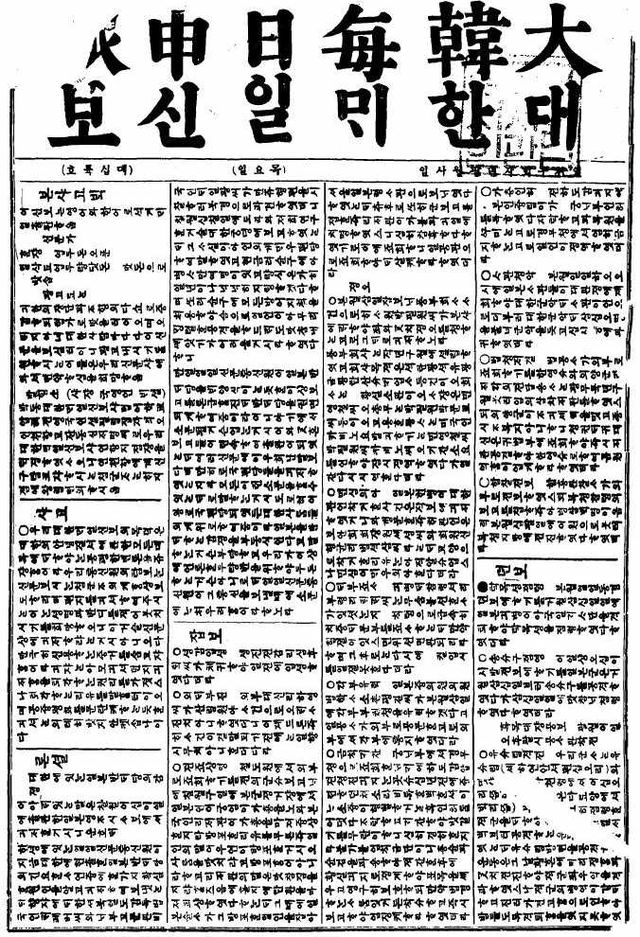
大韓毎日申報

日露戦争後の1905年に第二次日韓協約が締結され、大韓帝国は日本の保護国となったが、英国人の治外法権は継続していた。従って、英国人であるベセルが発行する『大韓每日申報』は、現地の法律にしがたう必要はなかった。しかし、英国の法律に違反しているとして、1907年10月にはソウルの領事裁判所に起訴され、6ヶ月の保証釈放金を支払っている。翌1908年6月には、漢城（ソウル）の統監府に対する暴動扇動の咎で、上海の英国高等領事裁判所に起訴された。ベセルは暴動煽動罪で有罪となり、3週間の禁固刑と6ヶ月の保証釈放金を支払いの判決を受けた。朝鮮には適当な監獄が無かったため、上海に移送され、英国領事館の拘置所に収監された。
釈放後に漢城に戻り、新聞の発行を続けたが、1909年5月1日、結核で死亡し、楊花津外人墓地に埋葬された。朝鮮人の手によりベセルの記念碑が建てられたが、日本によって破壊された。1964年、元の記念碑の近くに、韓国在住のジャーナリストにより新しい記念碑が建てられた。1968年、韓国建国勲章が叙勲された。

## 参考資料
1. ↑  Press, Office of the President also cited by Nicole Cohen, Japanese Periodicals in Colonial Korea, report on Japanese bibliography accessed on Columbia University NY website at  July 27, 2006
2. ↑  North China Herald, 27 June 1908, p825
3. ↑  North China Herald, 27 June 1908, p841
4. ↑  Clark, Donald N., comp and ed. The Seoul Foreigners' Cemetery at Yanghwajin: An Informal History with Notes on Other Cemeteries in Korea and Individuals and Families in the History of the Foreign Community in Korea. Seoul: Seoul Union Church, 1998